# Nicolás de Verdún
Nicolás de Verdún (¿Lorena? hacia 1130 - 1205) fue un orfebre, esmaltador y escultor francés, uno de los más famosos de la Edad Media y de los pocos artistas medievales cuyo nombre es recordado y reconocido. Considerado uno de los grandes nombres del Arte románico, junto a Hugo d'Oignies y Renier de Huy, era un auténtico ingeniero y autor de toda una revolución estética: la perfección de sus trabajos en metal y esmalte, un estilo nuevo, que trataba el oro y el esmalte del modo como un pintor aplica los colores al lienzo.
Las primeras referencias de Nicolás son de 1181, como autor de los esmaltes de la iglesia-abadía de Klosterneuburg, junto a Viena. Su fama le permitió viajar por Europa haciendo toda clase de encargos. Fue una de las principales figuras del Arte Mosano y su trabajo representa la transición entre el Románico y el Gótico. Las obras más conocidas atribuidas a Nicolás:
- Altar de Klosterneuburg: En Viena, Austria, hacia 1181. Consta de 51 esmaltes que representan escenas del Antiguo y el Nuevo testamento.
- Relicario de los Tres Reyes Magos: hacia 1180 - 1181, Catedral de Colonia. Relicario de oro que contiene las supuestas reliquias de los Reyes Magos. Se considera que el de Verdún inició su construcción y diseñó gran parte del relicario, ya que fue completado hacia 1225 y el orfebre había muerto en 1205.
- Relicario de Nuestra Señora en la Catedral de Nuestra Señora de Tournai: En Bélgica, hacia 1205. De gran tamaño, aparecen representadas catorce escenas de la vida de la virgen María y Jesucristo.
- Relicario de la abadía Michaelsberg, en Siegburg.
- La base del candelabro Trivulzio, en la Catedral de Milán.

Se cree que tuvo un hijo, llamado Colars, que ejerció de maestro vidriero en Tournai. Poco más se sabe de su vida.

## Galería

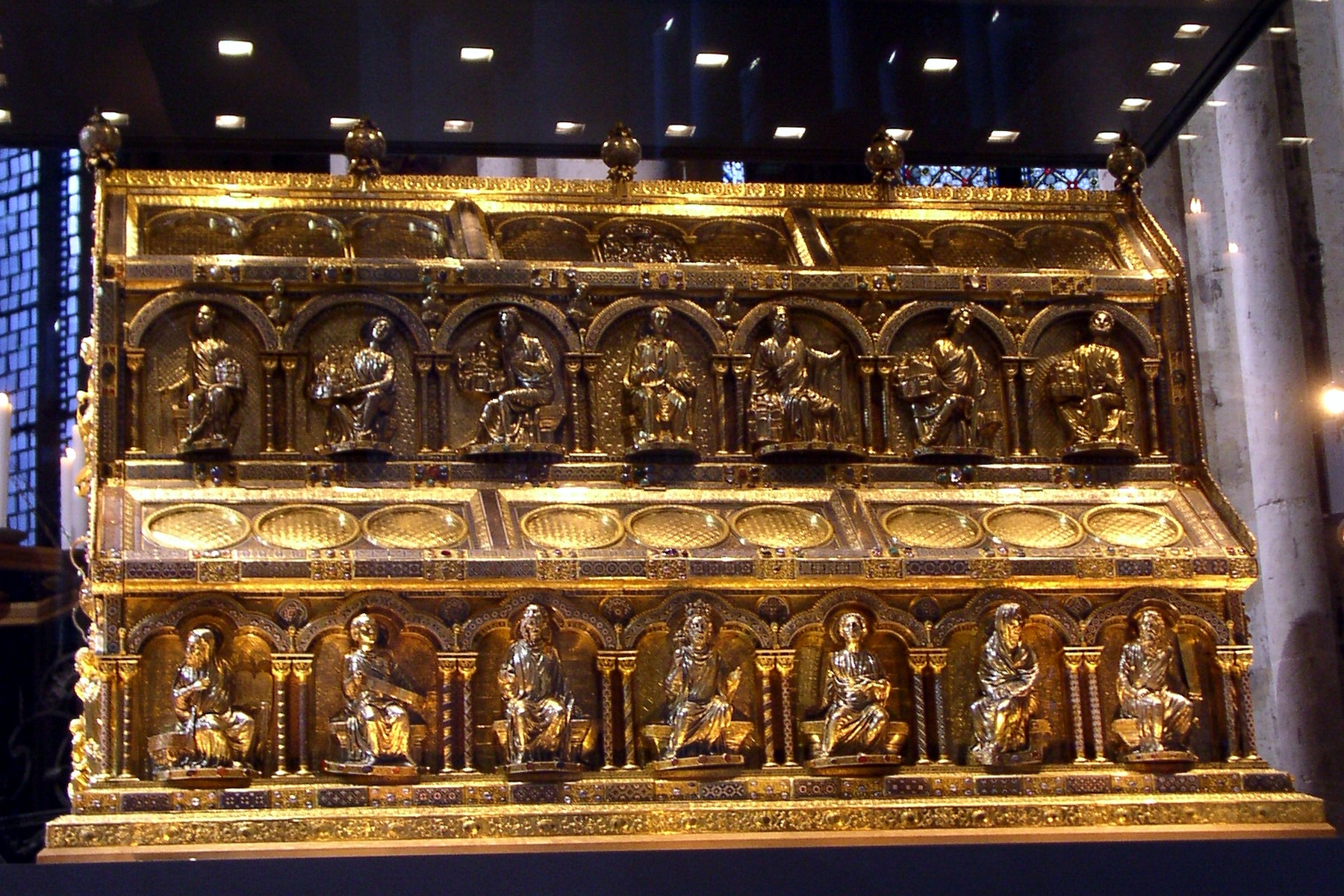
Relicario de los Tres Reyes Magos
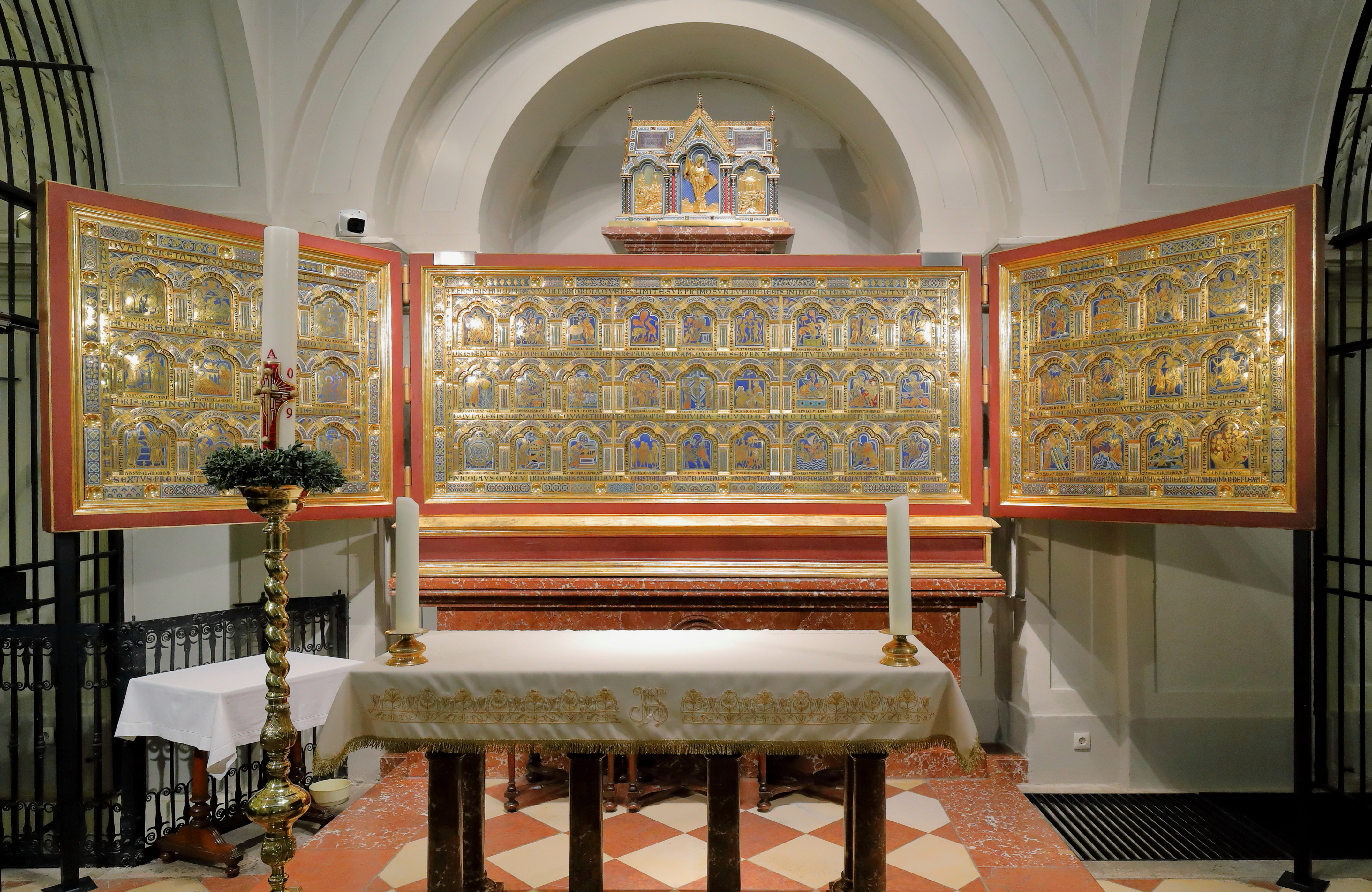
Altar de Klosterneuburg
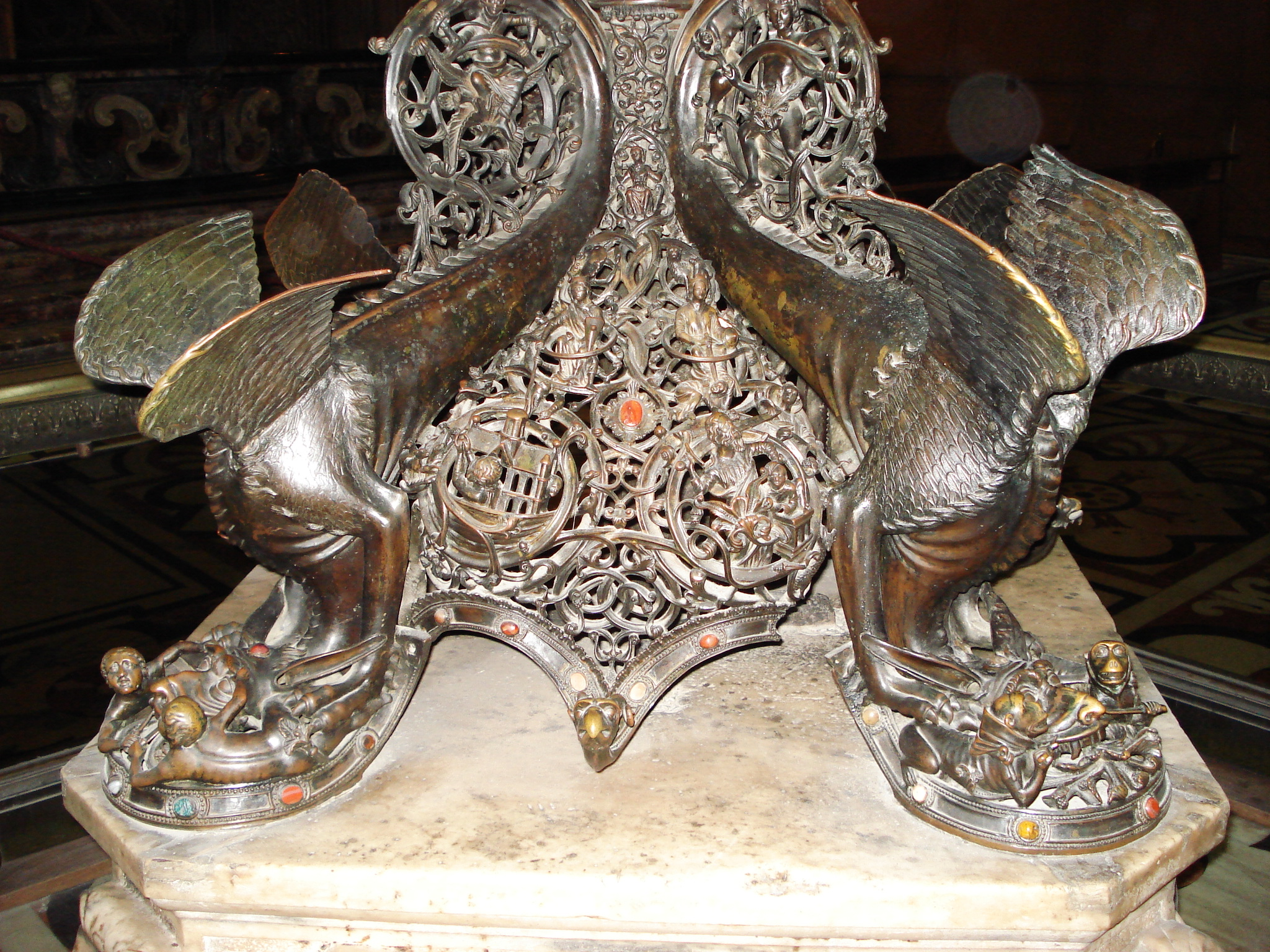
Candelabro Trivulzio